# Giuseppe Togni
Giuseppe Togni (Pontedera, 5 dicembre 1903 – Roma, 24 giugno 1981) è stato un politico italiano, esponente della Democrazia Cristiana, parlamentare ininterrottamente per un trentennio, sottosegretario di Stato al Ministero del lavoro e della previdenza sociale e dodici volte Ministro.

## Biografia

### Infanzia e gioventù
Giuseppe Togni nasce il 5 dicembre 1903 a Pontedera, in provincia di Pisa, terzo di quattro figli (Marta, Clara e Giulio) di Ettore Togni, addetto alla pretura originario di Fauglia, ed Elena Botti, maestra di scuola originaria di San Pietro in Palazzi. Durante l'infanzia segue la famiglia nei suoi vari trasferimenti legati alle esigenze lavorative del padre.
Dopo la morte di Ettore, avvenuta a Spoleto nel 1919, la famiglia si stabilisce a Pisa, dove il giovane Giuseppe comincia a lavorare come disegnatore a Pietrasanta in una cava di marmo, della quale in una decina d'anni diventerà direttore. Nello stesso anno diventa scout e si iscrive all'Azione Cattolica, frequentando il circolo allora diretto dall'arcivescovo di Pisa, poi Cardinale, Pietro Maffi. Si iscrive anche al neonato Partito Popolare, millantando di avere i diciotto anni richiesti.
In quel periodo conobbe a Pisa Bianca Corbin, figlia delle seconde nozze di William, venuto in Italia per allenare cavalli da corsa, tra i quali Oranzeb ed Elena, vincitori del Derby italiano di galoppo con in sella Walter Wright. I due si sposano il 5 maggio 1930 nella cappella dell'arcivescovado di Pisa e dalla loro unione nascono, nel 1931, Tatiana e, nel 1935, Ettore Maria.
A seguito dell'assorbimento della piccola azienda marmifera nella quale lavorava, Giuseppe passa alla "Marmi e Pietre d'Italia", della quale diviene Procuratore nel 1936 a Massa Carrara; successivamente la ditta viene acquistata e incorporata dalla "Montecatini". Nel novembre 1938 Giuseppe Togni viene nominato Direttore del Settore Marmi della Montecatini, con sede a Roma, e lì si trasferisce con la famiglia. Nella Capitale nasce il suo terzogenito Paolo, nel 1942.

### Durante la seconda guerra mondiale
Dopo l'armistizio dell'8 settembre 1943 e durante l'occupazione nazista è il dirigente più elevato in grado della Montecatini a Roma e in tutto il sud Italia, e utilizza le strutture della società per favorire la Resistenza: mette al sicuro le griglie di platino dell'impianto di acido solforico di Colleferro, sottraendole ai tedeschi e conservandole sotto il pavimento del suo ufficio di Via IV Novembre, dove nasconde anche diversi giovani; procura ad alcuni di essi documenti falsi e sfugge miracolosamente alla prima grande retata effettuata dai nazisti tra la Stazione Termini e Piazza Venezia. In quel periodo riprende i contatti con gli amici politici ed entra nel Comitato di Liberazione Nazionale di Roma quale membro supplente per la Democrazia Cristiana.
Il 4 giugno 1944, quando i tedeschi sono usciti da Ponte Milvio e gli americani non sono ancora entrati a Roma, tiene un comizio affollatissimo dal tetto di una macchina in Piazza Venezia, del quale esiste una documentazione fotografica più volte pubblicata.

### Attività sindacale e politica nel secondo dopoguerra
Dopo la liberazione di Roma l'Ammiraglio Ellery Wheeler Stone, Capo dell'amministrazione alleata in Italia, e il Colonnello Charles Poletti, Governatore militare di Roma, lo nominano Direttore dell'Ufficio del Lavoro di Roma.
Nel 1944 viene eletto Presidente del Sindacato Romano dei Dirigenti d'Azienda, nonché Presidente della Federazione Nazionale dei Dirigenti d'Azienda Industriali, che ha fondato. Nello stesso anno viene nominato Vice Segretario del Comitato Romano della DC. Nel 1945, in rappresentanza dei tecnici di aziende industriali, viene nominato membro della Consulta Nazionale.
Nel 1946 viene eletto Presidente dell'Istituto per la Previdenza e l'Assistenza ai Dirigenti di Aziende Industriali (IPADAI), che con altri ha fondato, e Presidente della Confederazione Italiana dei Dirigenti d'Azienda (CIDA), che anch'essa ha fondato. Sempre nel 1946 viene eletto membro della Costituente per la DC nel Collegio Pisa – Livorno – Lucca – Massa Carrara con voti 30.828, secondo votato dopo Giovanni Gronchi. Il 23 maggio dello stesso anno a Roma nasce il suo quarto figlio, Pietro. Gli viene affidato l'incarico di “Legislazione del Lavoro” presso la Facoltà di Scienze Politiche dell'Università di Roma.
Nell'Assemblea Costituente fa parte della Commissione per la Costituzione dal 19 giugno 1946 al 22 febbraio 1947; della Terza Sottocommissione dal 19 luglio 1946 al 31 maggio 1947.

### I primi incarichi di rilievo nel Governo e in Parlamento
Nel terzo Governo De Gasperi è Sottosegretario al Lavoro col Ministro Giuseppe Romita. Nel successivo quarto Governo De Gasperi diventa Ministro dell'industria e commercio fino al 15 dicembre 1947, poi Ministro senza portafoglio per il Coordinamento delle Politiche Economiche. Diviene successivamente Presidente dell'Istituto per il Commercio Estero (ICE).
Alle elezioni politiche del 18-19 aprile 1948 viene eletto alla Camera dei deputati tra le liste della Democrazia Cristiana, risultando con 68.904 preferenze il primo degli eletti nella circoscrizione Pisa-Livorno-Lucca-Massa Carrara. Da allora in poi, fino al 1963, sarà sempre il primo eletto della DC in quel Collegio. È Presidente della Commissione X della Camera (Industria, Commercio e Artigianato) dal 5 giugno 1948 al 27 gennaio 1950. Presiede la Delegazione Italiana alla Conferenza Economica di Westminster. È Presidente della Giunta per i Trattati di Commercio e la Legislazione Doganale dal 14 giugno 1948 al 26 gennaio 1950. È Presidente della Commissione Speciale per l'Esame e l'Approvazione dei Disegni di Legge sul Teatro e sulla Cinematografia dal 12 dicembre 1949 al 24 giugno 1953.
Con il sesto governo De Gasperi diventa nuovamente Ministro dell'industria e commercio. È Membro della CECA – Comunità Europea del Carbone e dell'Acciaio – dove è Presidente della Commissione per gli investimenti. Nel 1951 viene eletto Presidente della Confedération International des Cadres, organismo europeo dei dirigenti d'azienda. Nel 1952 viene eletto Presidente dell'Istituto Superiore per la Direzione Aziendale (ISDA).
Alle politiche del 1953 viene confermato deputato (57.059 preferenze). Nell'ottavo e brevissimo Governo De Gasperi è nominato Ministro dei trasporti.
A seguito di violenti attacchi dei comunisti, guida la campagna "Difendiamo la libertà e la giustizia", alla quale partecipano decine di migliaia di cittadini in tutta Italia.
Nel 1953 viene insignito della Legion d’Onore. Diviene Presidente dalla Commissione Speciale per l'esame dei Disegni di legge n. 2453 e 2454 e di altre proposte di legge per il Mezzogiorno, dal 5 ottobre 1956 al 2 marzo 1957.
Durante il primo Governo Segni diviene Ministro delle partecipazioni statali dal 2 marzo 1957, data di istituzione del Ministero.

### Ministro dei lavori pubblici
Con la nascita del governo monocolore democristiano presieduto da Adone Zoli, appoggiato da PSDI, PRI, PLI, MSI, PNM e PMP, viene nominato Ministro dei lavori pubblici, mantenendo l'incarico nei successivi Governi Fanfani II, Segni II, Tambroni fino al 26 luglio del 1960. Alle elezioni politiche 1958 viene confermato deputato alla Camera con 96.114 preferenze.
Durante i quattro mandati al Ministero dei lavori pubblici dà un forte impulso alla ricostruzione e a un vasto programma di opere pubbliche, tra le quali l'Autostrada del Sole e il Traforo del Monte Bianco, e di edilizia residenziale; realizza le grandi opere infrastrutturali che consentiranno a Roma di ospitare degnamente i Giochi della XVII Olimpiade: Palazzo e Palazzetto dello Sport, Velodromo, Villaggio Olimpico, Viadotto Flaminio, Via Olimpica, sottopassi dei Lungotevere e di Corso d'Italia e Aeroporto di Fiumicino sono solo le principali. A seguito di accuse inconsistenti e avanzate solo per motivi politici viene istituita una Commissione Bicamerale di Inchiesta sulla Costruzione dell'Aeroporto di Fiumicino, che concluderà i suoi lavori dandogli atto del ruolo essenziale da lui ricoperto per l'effettiva realizzazione dell'opera e della assoluta correttezza delle procedure utilizzate.
Come Ministro dei lavori pubblici, il 1º aprile 1958 aveva istituito una "Commissione di collaudo" con il compito di certificare la regolarità del progetto della diga del Vajont e sorvegliare per conto suo l'avanzamento dei lavori e la tenuta del bacino artificiale.

### Gli ultimi anni da senatore
È insignito della medaglia d'oro di benemerito della Scuola, della Cultura e dell'Arte e della medaglia d'oro di benemerito della Croce Rossa; riceve la laurea honoris causa in Ingegneria dell'Università Nazionale del Perù. È eletto Presidente dell'AIRP - Associazione Italiana delle Relazioni Pubbliche. Nell'aprile del 1962 è incaricato di organizzare e presiedere il movimento professionisti e lavoratori autonomi della DC. È nominato Presidente del Comitato Organizzatore della Conferenza Eucaristica Nazionale a Pisa. È eletto Presidente della Commissione Speciale per l'esame del Disegno di Legge n. 3906 "Istituzione dell'Enel", ruolo ricoperto dal 27 giugno 1962 al 15 maggio 1963. Nel 1963 viene confermato Deputato (voti 61.469). Nel primo Governo Leone è ancora una volta Ministro dell'industria e commercio.
Nel 1968 viene eletto Senatore nel Collegio di Viareggio, che comprende Versilia e Garfagnana, col 39,977% dei voti. Viene quindi eletto Presidente della Commissione Lavori Pubblici, Trasporti, Poste e Telecomunicazioni e Marina Mercantile del Senato, dove rimarrà fino al 1972. Nel febbraio del 1970 muore la moglie Bianca. Nel 1972 viene confermato Senatore nello stesso Collegio, col 41,019% dei voti. Fino al 7 luglio 1973 è ancora Presidente della Commissione Lavori Pubblici, Trasporti, Poste e Telecomunicazioni e Marina Mercantile del Senato. Nel quarto e nel quinto Governo Rumor copre l'incarico di Ministro delle poste e delle telecomunicazioni.
Alle elezioni politiche del 1976 non si ricandida per il parlamento italiano. Muore a Roma il 24 giugno 1981.

## Il sindacalista dei dirigenti
Da sindacalista Giuseppe Togni ebbe il merito di inventare e costruire il sistema sindacale dei Dirigenti di azienda, dando vita al sindacato dei dirigenti dell'industria e poi alla confederazione dei sindacati dei dirigenti; contemporaneamente edificò il sistema previdenziale della categoria.
Con la sua capacità amministrativa e la sua autorevolezza seppe gestire la confederazione (la CIDA) e l'Ente previdenziale (IPADAI, poi INPDAI) in maniera tale da conferire loro un'importanza assai superiore rispetto all'effettivo peso numerico ed economico. Per tutto il periodo della sua Presidenza la CIDA ebbe parte in grandi trattative, e fu soggetto presente ed influente nel dibattito politico economico nazionale, mentre l'Ente di previdenza ebbe grande funzionalità e una situazione economico-finanziaria invidiabile.
Al termine degli anni sessanta, lasciò la loro direzione. Ancora oggi CIDA è la Confederazione sindacale maggiormente rappresentativa della dirigenza pubblica e privata, mentre l'INPDAI, è stato assorbito dall'INPS.

## Pensiero politico
In politica Togni fu sempre un democristiano indipendente, fermamente ancorato alla dottrina sociale cristiana; considerò sempre la politica come lo strumento sovrano per garantire il progresso economico e sociale dei cittadini meno fortunati, la libertà personale una necessaria conseguenza dei diritti naturali di ogni singolo individuo, e la libertà economica e d'impresa, sottoposta a ferme regole statali e orientata al bene comune, il mezzo migliore per la realizzazione dello Stato sociale. La prima proposta di legge antitrust, quella sulla partecipazione dei lavoratori agli utili e alla gestione delle imprese, nonché la legge sull'edilizia popolare, che determinò la costruzione di milioni di vani, ne sono la dimostrazione.